# 柴崎岳
柴崎岳（日语：／ Shibasaki Gaku，1992年5月28日—），日本職業足球運動員，日本國家足球隊成員，司職中場。

## 俱樂部生涯
柴崎岳开始接触足球是受哥哥的影响。在小学时期，柴崎岳加入了青森县当地地方球队野边地SSS队。小学六年级时，柴崎岳所在的球队野边地SSS队夺得了青森县按少年足球锦标赛冠军。成为黑田刚教练的弟子后，柴崎岳就离开父母来到青森山田中学校读书。在山田中学足球部中，柴崎岳成为了校队常规球员，并代表球队参加高圆宫杯王子联赛东北联赛。2008年，柴崎岳升学进入青森山田高等學校，在校队里身披10号球衣。次年，柴崎岳随校队参加日本第88回全国高等学校足球锦标赛并取得亚军。2010年1月，柴崎岳与鹿岛鹿角签订了临时职业契约，内定于2011年起加入球队。
2011年1月19日，柴崎岳正式加盟鹿岛鹿角。4月29日，柴崎岳在日职联赛第8轮对阵福冈黄蜂的比赛中替补登场，完成了个人职业生涯的首秀。6月18日，他在联赛第16轮首次代表球队首发出场。10月9日，日本联赛杯半决赛鹿岛鹿角客场挑战名古屋鲸鱼，柴崎岳首发出场；比赛进行至加时赛第107分钟时，柴崎岳在禁区边缘接队友本山雅志直塞后，右脚劲射破门，打入了个人职业生涯的首粒进球，帮助球队绝杀对手并进军决赛。柴崎岳职业生涯的首个赛季共为球队出场联赛13场，其中首发出场6场。
2012年3月10日，联赛揭幕战鹿岛鹿角对阵仙台维加泰，柴崎岳在下半场56分钟替换老将本山雅志替补登场，宣告了球队中场核心位置新老交替的开始。10月6日，柴崎岳在对阵FC东京的比赛中取得了个人在职业联赛的首个进球。11月3日，鹿岛鹿角在联赛杯决赛上迎战清水心跳；比赛进行至第73分钟，柴崎岳在禁区内被对方门将放倒，帮助球队赢得一粒点球，之后点球由柴崎岳亲自主罚命中。比赛进入加时赛，第93分钟，柴崎岳在禁区外上演人球分过，创造单刀机会并将球推射入网，帮助球队取胜并成功卫冕联赛杯冠军。赛后，柴崎岳当选赛事最佳球员。12月，柴崎岳获得日职联赛年度最佳新人奖。
2013年，塞雷索接任杰尔西尼奥的主教练职位，但并没有影响柴崎岳的主力位置。该赛季柴崎岳出战联赛34场，均部为首发出场，并打入2个进球。
2014年8月16日，鹿岛鹿角主场迎战甲府风林，柴崎岳在比赛开场第1分钟铲断对手皮球后，在离球门40米区域起脚射门，皮球直挂球门死角入网。凭借在该月5场2球的表现，柴崎岳当选了日职联赛月度最佳选手。该赛季柴崎岳共出战联赛34场，并打入6个进球，同时也入选了日职联赛年度最佳阵容。
2015年7月29日，鹿岛鹿角客场挑战鸟栖砂岩，柴崎岳在比赛进入尾声阶段梅开二度，帮助球队以3-0的比分战胜对手。11月，柴崎岳就任第94届全国高等学校足球锦标赛应援队长。该赛季柴崎岳共出战联赛29场，并打入5个进球。
2016年起，柴崎岳接手队友本山雅志的10号球衣征战赛场。12月18日，2016年国际足联俱乐部世界杯决赛，鹿岛鹿角对阵欧洲冠军联赛冠军球队皇家马德里，柴崎岳分别在比赛的第44分钟和第52分钟叩开对手球门，帮助球队挺进加时赛；赛后柴崎岳获得该赛事的铜球奖，也是首位獲得該獎的亞洲球員。2016年赛季，柴崎岳代表鹿岛鹿角在日职联赛31场比赛中出场，打进3个进球。
2017年1月31日，西乙联赛球队特内里费足球俱乐部宣布柴崎岳加盟球队，合同期至同年6月30日。3月19日，特内里费主场迎战雷乌斯竞技，柴崎岳在比赛的第74分钟替补登场，完成了个人在西班牙联赛的首秀。4月3日，柴崎岳在对阵皇家奥维多的比赛中首次入选首发名单。5月28日，西乙联赛第40轮特内里费客场挑战阿尔科尔孔，柴崎岳在比赛第30分钟接队友直塞后捅射破门，在自己生日当天打入了个人在特内里费的首个进球。5月30日，西乙官方宣布柴崎岳当选西乙联赛第40轮最佳球员。6月18日，西甲升级附加赛半决赛第二回合，凭借柴崎岳在比赛第34分钟的一粒决定性进球，特内里费晋级附加赛决赛。该赛季柴崎岳共出战联赛（包括升级附加赛）16场，并打入2个进球。
2017年7月18日，西甲联赛球队赫塔菲足球俱乐部宣布柴崎岳加盟球队，合同期4年，加盟球队后柴崎岳身披俱乐部10号球衣。10月14日，西甲联赛第4轮赫塔菲主场迎战巴塞隆纳，柴崎岳在比赛进行至第39分钟时攻入一粒凌空抽射进球。第54分钟，柴崎岳受伤下场，赛后被诊断为左脚骨裂，伤停2个月。
拉科鲁尼亚官方宣布，从赫塔费签下日本球星柴崎岳，双方签约4年。2019/20赛季西乙第1轮拉科鲁尼亚3-2皇家奥维耶多，柴崎岳在攻防两端表现积极，策动了球队新赛季首球。
2020年9月4日，莱加内斯官方宣布柴崎岳加盟球队，双方将签约三年，新赛季柴崎岳将继续征战西乙联赛。
西乙联赛第1轮莱加内斯1-0拉斯帕尔马斯，柴崎岳在下半场开场替补登场。
柴崎岳与莱加内斯队的合同到期后，2023年9月1日宣布重新加入鹿岛鹿角，并穿起20号球衣。2024年球季，號碼改為生涯初期的10號。

## 國家隊生涯
2009年11月，柴崎岳入选日本17歲以下足球代表队，并代表球队参加了同年举行的国际足联U-17世界杯，身披10号球衣。柴崎岳在小组赛三场比赛中均为首发出战。
2012年2月，柴崎岳首次入选日本国家足球队的麒麟盃大名单。
2013年7月，柴崎岳入选日本国家足球队2013年东亚杯参赛名单，但在之后因身体不适而退出。
2014年8月，柴崎岳入选日本国家足球队麒麟挑战杯参赛名单。9月9日，日本主场迎战委內瑞拉，柴崎岳首次代表国家队首发出站并在比赛第67分钟打入个人在国家队的首个进球。
此后在和巴西以及牙买加的比赛中，柴崎岳都代替香川真司的位置，获得了首发，显示了阿吉雷对他的信任。
2015年1月，柴崎岳入选日本国家足球队2015年亚洲杯大名单。在四分之一决赛对阵阿聯酋的比赛中替补出场并在比赛第81分钟帮助球队扳平比分。
2017年8月，柴崎岳入选国家足球队2018年俄罗斯世界杯亚洲区预选赛参赛名单，时隔两年重回国家队阵容。
2018年6月，柴崎岳入選国家足球队2018年俄羅斯世界杯23人大名單。
2022年11月1日，柴崎岳入選國家足球隊2022年卡達世界盃26人大名單，但沒有在任何比賽中出場，為隊中四名沒有出場球員之一（另外三名為川島永嗣、丹尼爾·施密特及町野修斗，其中川島永嗣和丹尼爾·舒密特為門將）。

## 個人生活
2018年7月16日，日本国脚柴崎岳宣佈和知名女演员真野惠里菜正式结婚。

## 榮譽
鹿島鹿角
- 日本甲組職業足球聯賽冠軍 : 2016
- 日本聯賽盃冠軍 : 2011, 2012
- 日本超級盃冠軍 : 2016
- 日本聯賽杯 / 南美俱樂部杯錦標賽冠軍 : 2012, 2013

### 個人
- 日本聯賽盃MVP : 2012
- 世俱盃銅球獎 : 2016

## 外部連結
- 柴崎岳 – FIFA國際賽競賽紀錄 (存檔)
- National Football Teams （页面存档备份，存于）
- 柴崎岳在BDFutbol中的档案
- Soccerway資料庫：柴崎岳
- 日本職業足球聯賽中的柴崎岳 （日語）
- Gaku Shibasaki （页面存档备份，存于） at Yahoo! Japan sports （日語）